# Krzysztof Przybyszewski

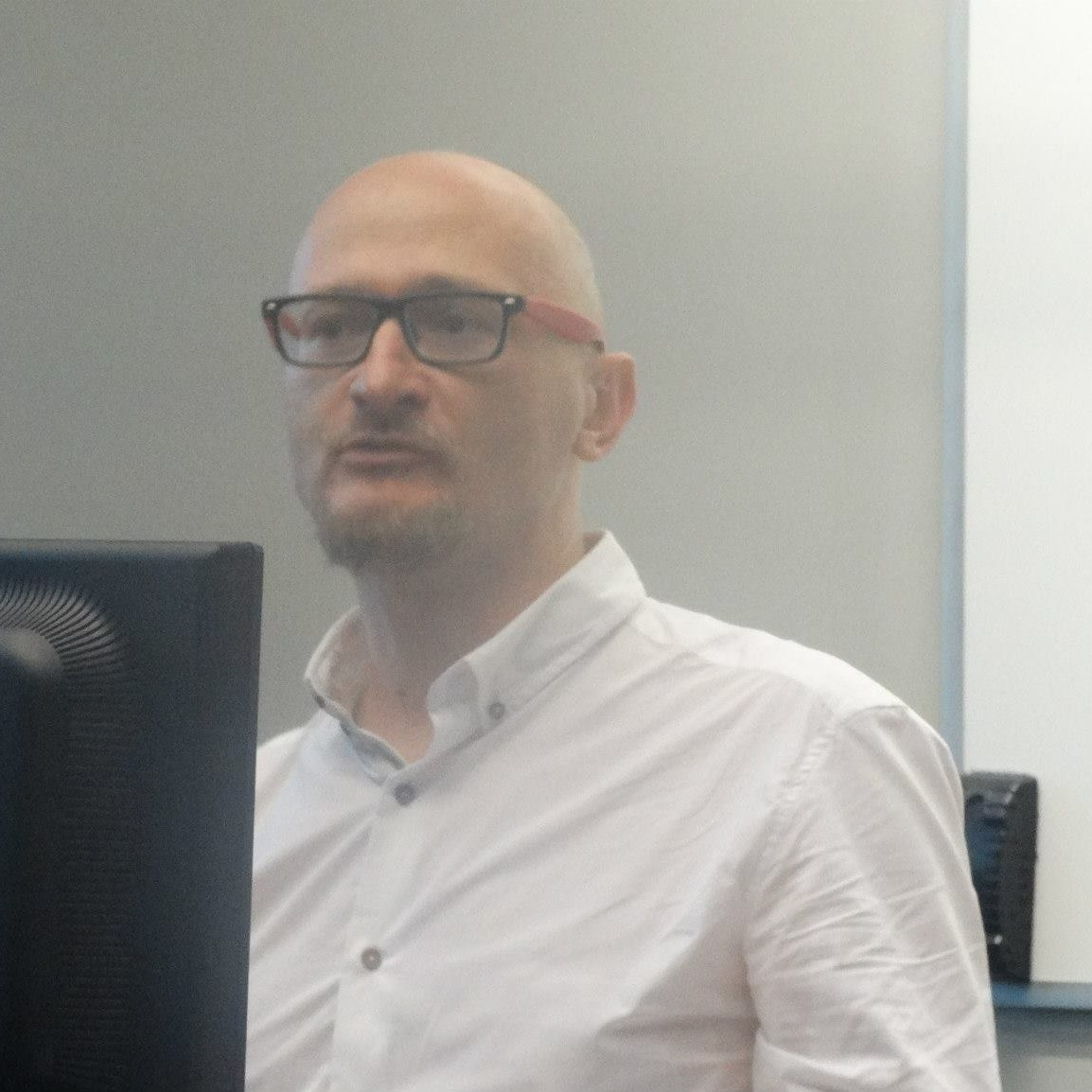
Krzysztof Przybyszewski

Krzysztof Przybyszewski (ur. 12 lipca 1975 w Łodzi) – polski filozof, doktor habilitowany Uniwersytetu Adama Mickiewicza i profesor tej uczelni. Specjalizuje się w dziedzinie praw człowieka.

## Życiorys
Uczestnik warsztatów dziennikarskich w latach 1993–1997 prowadzonych przez Halinę Bortnowską, nad którymi patronat objął Ryszard Kapuściński.
W latach 1995–2000 studiował w Instytucie Filozofii Uniwersytetu im. Adama Mickiewicza w Poznaniu. Promotorem jego pracy magisterskiej (Filozoficzne podstawy praw człowieka; 2000) oraz rozprawy doktorskiej (Problem uniwersalności praw człowieka w epoce globalizacji; 2005) był prof. dr hab. Tadeusz Buksiński. W roku 2000 wyróżniony został Nagrodą Dziekana Wydziału Nauk Społecznych Uniwersytetu im. Adama Mickiewicza w Poznaniu za najlepszą pracę magisterską.
W 2001 roku przebywał na półrocznym stypendium doktoranckim na Uniwersytecie Gutenberga w Moguncji. Od 2005 roku pracownik Instytutu Filozofii Uniwersytetu im. Adama Mickiewicza w Poznaniu w Zakładzie Filozofii Społecznej i Politycznej. W 2011 uzyskał nagrodę III stopnia Rektora UAM za osiągnięcia naukowe.
W 2001 roku, po ukończeniu Szkoły Praw Człowieka Helsińskiej Fundacji Praw Człowieka, uzyskał rekomendację tejże do popularyzowania wiedzy o prawach i wolnościach człowieka, został także jej współpracownikiem. Był też jednym ze współorganizatorów corocznego objazdowego Międzynarodowego Festiwalu Filmowego Watch Docs w Poznaniu w latach 2005–2012.
Brał udział w programach monitoringowych organizacji pozarządowych:
- Courtwatch („Obserwator sądów”; od listopada 2005 do grudnia 2006) prowadzonym przez Helsińską Fundację Praw Człowieka;
- korespondent regionalny (w województwie wielkopolskim) w programie Obserwatorium Wolności Mediów w Polsce (listopad 2008 – sierpień 2010) Helsińskiej Fundacji Praw Człowieka[9].
- korespondent regionalny (w województwie wielkopolskim) w programie Monitoring wyborów samorządowych w publicznych mediach (IX – XI 2010) prowadzonym przez Fundację im. Stefana Batorego.

Jako opiekun Koła Naukowego Studentów Filozofii Civis Liber współorganizował ze studentami debaty oksfordzkie podejmujące zagadnienia praw człowieka. W 2010 roku wystąpił wraz z posłankami Krystyną Łybacką oraz Agnieszką Kozłowską-Rajewicz w roli eksperta praw człowieka w symulacji wysłuchania publicznego zorganizowanej przez studentów kierunku życie publiczne w Instytucie Filozofii UAM, a dotyczącej kwestii bioetycznych, ze szczególnym uwzględnieniem problemów związanych z in vitro.
Od 2010 roku pełni funkcję sekretarza Wydawnictwa Naukowego Instytutu Filozofii UAM, a także od 2013 pełni funkcję managing editor w czasopiśmie „Lingua ac Communitas”.
Podczas X Polskiego Zjazdu Filozoficznego w 2015 roku był sekretarzem sekcji Filozofii Społecznej i Politycznej.
W dniu 5 grudnia 2013, podczas wykładu Czy gender to dewastacja człowieka i rodziny ks. prof. Pawła Bortkiewicza na Uniwersytecie Ekonomicznym w Poznaniu podjął interwencję w sprawie stosowania przymusu bezpośredniego przez policjantów ubranych po cywilnemu.

## Wybrane publikacje
Monografie
- Prawa człowieka w kontekstach kulturowych, Wydawnictwo Naukowe IF UAM, Poznań 2010[13]
- Kultura Publiczna. Refleksje wokół kondycji społeczeństwa i państwa polskiego, Wydawnictwo Naukowe IF UAM, Poznań 2013[14].
- Filozofia a sfera publiczna, pod red. P. Orlika i K. Przybyszewskiego, Wydawnictwo Naukowe IF, Poznań 2012[15].

Artykuły
- Der Entsehungsprozess eines neuen Systems im Rahmen des alten aus der Perspektive der Menschenrechtsproblematik w: Philosophie an der Schwelle des 21. Jahrhunderts, Hrsg. E. Czerwińska – Schupp, Frankfurt am Main 2003, s. 295–319.
- Idea praw człowieka jako linia demarkacyjna dla swobodnego rozwoju biotechnologii i biomedycyny w epoce globalizacji, w: Między filozofią medycyny a bioetyką. Społeczno-etyczne konsekwencje rozwoju biomedycyny, pod. red M. Musielak, Poznań 2005, s. 168–183.
- Proces holizacji (całościowania) jako znaczący element homogenizacji społeczeństw w dzisiejszym świecie, w: Całość: wizje, pejzaże, teorie; pod red. P. Orlik; Poznań 2006, s. 113–138.
- Samorządność, samorząd, wspólnota samorządowa w: Demokracja, samorządność, prawo, pod red. T. Buksiński, K. Bondyra, J. Jakubowski; Poznań 2007, s. 103–113.
- Godność a suwerenność państwowa: poszukiwanie granic możliwego współistnienia obu tych wartości w oparciu o „konstytucję praw człowieka, w: red. P. Orlik, Ku źródłom wartości, Wydawnictwo Naukowe Instytutu Filozofii UAM, Poznań, 2008, s. 431–443.
- Uniwersalność praw człowieka pod ostrzałem krytyki, w: red. L. Koba, W. Wacławczyk, Prawa człowieka. Wybrane zagadnienie i problemy, Wydawnictwo Wolters Kluwer, Warszawa 2009, s. 31–46.
- Próba historiozoficznego ujęcia praw człowieka, w: red. W. Wacławczyk, Wokół współczesnych problemów ochrony praw człowieka, Erida, Warszawa 2009, s. 9–24.
- Wymiar aksjologiczny i polityczny Karty Praw Podstawowych, w: red. W. Wacławczyk, Karta Praw Podstawowych UE. Nowa szansa dla praw człowieka, Wydawnictwo Erida, Warszawa 2010, s. 21–51.
- Problem wolności słowa w społeczeństwie informacyjnym, w: red. M. Domaradzki, E. Kulczycki, M. Wendland, Język. Rozumienie. Komunikacja, Poznań 2011, s. 97–109.
- Rola i znaczenie „bezpieczeństwa ontologicznego” w procesie edukacji, w: Annales Universitatis Paedagogicae Cracoviensis, nr 109, Kraków 2012, s. 114–123.
- Problem godności człowieka w kontekście biopolityki w: Acta Universitatis Lodziensis, Folia Sociologica, Łódź 2013, vol. 45: Medycyna, biopolityka, bioetyka w zmedykalizowanym społeczeństwie, pod red. A. Łaskiej-Formejster i M. Synowiec-Piłat, s. 98–110.
- Sustainable development project as a new modernization proposal, w: Identities and Modernizations (ed.) T. Buksiński, Dia-Logos, vol.17, Peter Lang Verlag, Frankfurt am Main 2013, s. 269–281.
- Władza sprawiedliwa czy praworządna? Władza wobec kategorii „nieposłuszeństwa obywatelskiego”, w: Filozofia a sfera publiczna, pod red. P. Orlika i K. Przybyszewskiego, Poznań 2012, s. 429–449.
- Mediale Manipulationen im Kontext derMediatisierung von Politik, w: Lingua and Communitas, nr 23, 2013, s. 79–91.